# Omar Bongo
El Hadj Omar Bongo Ondimba  (született Albert-Bernard Bongo, általánosan ismert nevén Omar Bongo, Lewai, Francia Egyenlítői-Afrika, 1935. december 30. – Barcelona, Spanyolország, 2009. június 8.) gaboni politikus, Gabon elnöke 1967 és 2009 között.

## Politikai pályafutása
Az 1960-as években Léon M'ba elnök alatt fiatal hivatalnokként gyorsan emelkedett a ranglétrán és komoly kulcsfeladatokat kapott. 1966-ban alelnök lett és M'ba halála után 1967-ben követte őt az elnöki székben. 1990-ig Bongo vezette a egyetlen pártként hatalmon levő Gaboni Demokrata Pártot (PDG), amikor a bevezetésre került a többpártrendszer. A többpárti elnökválasztásokon, amelyeket 1993-ban, 1998-ban és 2005-ben tartottak, rendre újraválasztották. Bár a 90-es évek elején heves tiltakozással nézett szembe uralma ellen, végül sikerrel konszolidálta hatalmát. A legtöbb nagy ellenzéki vezető az 1990-es években sorra támogatója lett és akik ezért magas pozíciókat kaptak a kormányban.
Bongo hosszú uralkodása alatt az etnikai feszültségek csekélyek voltak és Gabon is általában stabil és békés volt. Az ország kihasználta a kőolajból származó bevételeket, bár a lakosság többsége továbbra szegény maradt és Bongot és munkatársait rendszeresen súlyos korrupciós vádakkal illették. Miután a kubai elnök Fidel Castro 2008 februárjában lemondott, Bongo lett a világ leghosszabb ideje hatalmon levő vezetője, az uralkodókat leszámítva.